# 須田郡司
須田 郡司（すだ ぐんじ、1962年（昭和37年） - ）は、日本のフォトグラファー、巨石ハンター、巨石写真家（イワクラフォトグラファー）。群馬県沼田市出身。出雲市在住

## 概要
国内や世界50カ国以上を訪ね、聖なる石や巨石を撮影。アニミズムを感じさせる原初的な石・巨石の世界に魅せられる。日本石巡礼（2003~2006）、世界石巡礼（2009~2010）を行う。2004年より巨石文化の魅力を伝えるため「石の語りべ」講演会を展開。「石の聖地」研究、巨石マップ制作、巨石ツアーのコーディネーターを行なっている。日本各地での写真展・雑誌等への発表、これを基にした著作・講演活動などを続けている。

## 略歴
群馬県立沼田高等学校を経て、琉球大学法文学部史学科地理学専攻を卒業。のち、東京写真専門学校を卒業。雑誌カメラマンを経てフリーとなる。

## 著作・作品集
- 『ビジュアル版 VOICE OF STONE―聖なる石に出会う旅 (Truth In Fantasyビジュアル版) 』新紀元社、1999。
- 『日本の巨石 イワクラの世界 (Parade books)』パレード、2008。
- 加藤 碵一・須田郡司著『日本石紀行』みみずく舎、2008。
- 『日本石巡礼』日本経済新聞出版社、2008。
- 『世界石巡礼』日本経済新聞出版社、2011。
- 『日本の聖なる石を訪ねて――知られざるパワー・ストーン３００カ所（祥伝社新書252）)』祥伝社、2011。
- 『おおきな石 (月刊 たくさんのふしぎ 2013年 02月号)』福音館書店、2012。
- 『石神さんを訪ねて』山陰中央新報社、2017。
- 『石の聲を聴け』方丈堂出版、2020。
- 大野志津香・須田郡司著『続・石神さんを訪ねて』山陰中央新報社、2020。
- 鎌田東ニ・須田郡司著『東北被災地訪問記録集〜3.11東日本大震災から10年の軌跡』まないな出版、2021。
- 安諸定男・須田郡司著『日本庭園は夢と心 安諸定男の作庭記』石文社、2022。